# Việt vương Vô Dư
Việt vương Vô Dư (chữ Hán: 越王無余,?-361 TCN), tên thật là Lạc Vô Dư (雒無余) hay Lạc Mãng An (雒莽安), Lạc Chi Hầu (雒之侯), là vị vua thứ 40 hay 41 của nước Việt, chư hầu nhà Chu trong lịch sử Trung Quốc.
Theo Sử kí-Việt Vương Câu Tiễn thế gia, Vô Dư là con của Việt vương Ế, vua thứ 39 của nước Việt và nối ngôi sau khi Việt vương Ế qua đời. Tuy nhiên, theo sử gia Dương Khoan trong Chiến Quốc sử và một số tư liệu khác thì ông là vương thất của nước Việt và không nêu rõ cha mẹ ông là ai.
Năm 373 TCN, Việt vương Thác Chi thoái vị, đại phu nước Việt là Tự Khu lập Vô Dư lên làm vua.
Sử ký không ghi rõ những hành trạng của Vô Dư trong thời gian ở ngôi cũng như những sự kiện liên quan tới nước Việt dưới thời của ông.
Năm 361 TCN, Việt vương Vô Dư qua đời. Ông ở ngôi 12 năm. Con ông là Việt vương Vô Chuyên lên nối ngôi. Còn theo ghi chép trong Sử ký thì người nối ngôi Vô Dư là Việt vương Vô Cương.